# Зизифус мавританский
Зи́зифус маврита́нский (лат. Zíziphus mauritiána) — вид растений рода Зизифус (Ziziphus) семейства Крушиновые (Rhamnaceae), с давних времён введённый в культуру в странах Ближнего и Среднего Востока и в Индии. Натурализован в различных странах Азии, Африки и Америки с тропическим и субтропическим климатом.
По информации базы данных The Plant List, данный вид является синонимом вида Зизифус настоящий (Ziziphus jujuba Mill.).

## Ботаническое описание
Вечнозелёный или листопадный во время сухого сезона кустарник или дерево высотой до 10 метров с раскидистой кроной. Ветки слегка зигзагообразно изогнуты от одного листа к другому.
Листья от округлой до яйцевидной формы, длиной до 6 см, цельнокрайные или слегка зазубренные. Расположены очерёдно. Верхняя сторона листовой пластинки блестящая, тёмно-зелёная, нижняя более светлая, с белым опушением.
Цветки мелкие, зеленовато-белые или желтоватые, собраны пучками по 6—20 штук в пазухах листьев.
Плоды — костянки разнообразной формы: круглые, овальные, яйцевидные, диаметром около 2,5 см (у культурных растений крупнее — до 6 см). Кожура прочная, блестящая, у спелых плодов от золотистой до коричневой окраски, часто с бурыми пятнами. Мякоть по мере созревания плода меняет консистенцию от твёрдой до кашеобразной, сладкая, с фруктовым запахом. Косточка размером до 1,5 см, деревянистая, бороздчатая, содержит 1—2 ядрышка.

### Использование
Плоды зизифуса мавританского употребляют в пищу в свежем и засахаренном виде, маринуют, готовят из них чатни. В Индонезии едят молодые листочки (тушат, как овощи)
.